# Tramwaje w Sioux City
Tramwaje w Sioux City − zlikwidowany system komunikacji tramwajowej w Sioux City, w Stanach Zjednoczonych, działający w latach 1884−1948.

## Historia
Pierwsze tramwaje w Sioux City uruchomiono 4 lipca 1884, a były to tramwaje konne, które kursowały po torach o rozstawie 1219 mm. Wkrótce sieć rozbudowano i składała się z 24 km tras. 1 czerwca 1889 uruchomiono tramwaje linowe, które kursowały po trasach o szerokości toru 1435 mm. Linia prowadziła wzdłuż Jackson Street. 13 września 1889 uruchomiono tramwaje parowe, które kursowały po torach o rozstawie 1219 mm. 13 kwietnia 1890 zlikwidowano tramwaje konne. W 1890 dwukrotnie wydłużono linię tramwaju linowego. Także w tym roku 6 kwietnia uruchomiono tramwaje elektryczne, które w tym samym roku zastąpiły tramwaje parowe. Kursowały one po torach o rozstawie 1435 mm. Do 15 maja 1898 wszystkie dotychczasowe spółki zostały przejęte przez Sioux City Traction Company. Do zadań tej spółki było ujednolicenie rozstawu toru i taboru. Po zakończeniu I wojny światowej nastały gorsze czasy dla tramwajów, jednak dopiero od 1926 rozpoczęto likwidację sieci, którą zakończono w maju 1948. 